# Eugen Suchoň
Eugen Suchoň (Pezinok, 25 septembre 1908 – Bratislava, 5 août 1993) est l'un des principaux compositeurs slovaques du XXe siècle. Il contribue à fonder un style national.

## Biographie
Eugen Suchoň est issu d'une famille de musiciens : son père est professeur, chef de chœur et organiste et sa mère chanteuse et pianiste. Enfant, il joue du piano, de l’orgue et du violon. Entre 1920 et 1928, il étudie le piano (Libuše Adamcová-Svobodová) et la composition avec Frico Kafenda et Ernest Križan, dès 1922, à l'École de musique de Bratislava, puis trois années de 1931 et 1933, la composition avec Vítězslav Novák au Conservatoire de Prague. Il commence sa carrière en 1923 en tant que pianiste et improvisateur lors des projections de films muets.
À son retour à Bratislava, Eugen Suchoň enseigne le piano et la composition, d'abord à l'école de musique de Pezinok, puis à l'Académie de musique de Bratislava jusqu'en 1948. À partir de 1949, il donne des cours en éducation musicale à l'université Comenius de Bratislava jusqu'en 1960. Il est professeur de théorie musicale (1959–1974). En 1971, il est nommé professeur au Collège de musique et d'art dramatique de Bratislava. En 1958, il est nommé artiste national de la République de Tchécoslovaquie.
Son opéra Le Tourbillon (1949) est le premier opéra national slovaque, il retrace la condition du peuple slovaque avant et après la révolution.

## Œuvre
L'évolution de Suchoň peut être divisée en cinq étapes. La première qui s'étend de 1923 à 1928 est sa période autodidacte où il produit environ une cinquantaine d'œuvres, dont le ballet Angelika, la Suite pour piano n° 1 et le poème symphonique La nuit des sorcières. L'influence est celle des traditions musicales européennes et de l’impressionnisme. Le compositeur a renié presque toutes ses premières œuvres et n'a accepté leur publication qu'après 1976.
La seconde, de 1929 à 1933, correspond à la fin de ses études, notamment avec Frico Kafenda, donc l'enseignement était axé sur la fin du romantisme et la modernité européenne avec Hindemith, Bartók et Schönberg, dont sont marqués par exemple le second Quatuor à cordes ou sa Sonate pour violon et piano op. 1. Ses trois années à Prague avec Vítězslav Novák ajoutent d'autres inspirations avec l'école tchèque, outre Novák : Jaroslav Křička et Josef Suk. Font partie de cette inflexion, notamment, la Sérénade pour quintette à vent, op. 5, où Suchoň simplifie son langage musical. Bien qu'il connaisse la technique dodécaphonique, il fonde l'école slovaque sur la tonalité, la modalité et des spécificités du folklore slovaque.
Dans la troisième période, entre 1934 et 1955, domine une écriture modale et diatonique. C'est la période de Krútňava, un opéra de village, basé sur le conte folklorique tragique : Ondrej et Ján sont tous deux amoureux de la même fille. Celui-ci finit par tuer son rival et reste libre d'épouser Katrena…
La période suivante, entre 1955 et 1968, voit le retour du chromatisme et d'une harmonie complexe. Suchoň, dans une crise et les doutes concernant ses œuvres antérieures, essaie de combiner trois mondes d'expression harmonique différents : la modalité, la tonalité et le dodécaphonisme.
La cinquième et dernière, au début des années 1970, est marquée par une simplification du langage de composition. Le Concertino pour clarinette et orchestre (1977) en est un bon exemple.

## Compositions

### Opéras
- Krútňava (« le Tourbillon ») (1941, rév. 1949 ; Bratislava, 10 décembre 1949)
- Svätopluk (1952, rév. 1959 ; Bratislava, 10 mars 1960)

### Symphoniques
- Petite Suite et Passacaille (1967), retravaillée dans une version pour petit orchestre par Bohumil Urban
- Ouverture pour le drame de Stodola Svatopluk (1934)
- Suite Balladique Op.9 (1934–1936)
- Psaume des Carpates Op.12, sur des textes de Jaroslav Zatloukal (1937–1938)
- Le combat se terminera demain (Boj sa skončí zajtra, partition pour le fim homonyme de Miroslav Cikan, 1950)
- Metamorphoses (1951–1953)
- Symfonietta Rustica (1954–1955)
- Suite montagnarde (Horalska suita, 1957)
- La Percée (Prielom, 1977)
- Three Songs for Bass (1984–1985)

### Concertantes
- Burlesque pour violon et orchestre (1933)
- Fantasia pour violon et orchestre (1948)
- Rhapsodic Suite pour piano et orchestre Op.20 (1964-1965)
- Fantaisie symphonique sur B-A-C-H pour orgue, percussions et cordes Op.21 (1971)
- Concertino pour clarinette et orchestre (1977)

### Musique de chambre
- Marche pour le Club Sportif de Pezinok pour deux violons et violoncelle (1923)
- Sonate en la bémol majeur (1929–1930)
- Quatuor op.2 (1930–1931, revision en 1939)
- Petite Suite et Passacaille pour piano Op.3 (1931–1932)
- Serenade (1932–1933)
- Quatuor avec piano (1932–1933)
- Balladic Suite (1935)
- Academic Fanfare of Comenius University (1937)
- Sonatina (1937)
- Wedding Dance from opera The Whirlpool (1971)
- Metamorphoses (1951–1953)
- Poeme Macabre pour violon et piano Op.17 (1963)
- Six Pieces for Strings Op.19 (1955–1964)
- Kaleidoscope (1967)
- Toccata (1973)

### Vocales
- Nox et Solitudo Op.4 (1932)
- O horach Op.8, cycle pour choeur d'hommes (1934-1942)
- Ad astra (1961)
- O človeku, cycle choral sur des textes de Ján Smrek (1962)
- Contemplations (1964)
- Glimpse into the unknown, trois melodies sur des poemes de Peter Stilicha (1977)

### Chorales
- How Beautiful You Are (1932–1933)
- From the Mountain (1934–1942)

### Pour les enfants
- Obrazky zo Slovenska (1954–1955)

## Enregistrements
- Krútňava. Gabriela Beňačková, Peter Dvorsky, Ondrej Malachovsky. Choeur Philharmonique Slovaque, Orchestre Symphonique de la Radio Slovaque, Ondrej Lenard (OPUS 1989)
- Suite Balladique, Metamorphoses, Symfonietta Rustica. Orchestre Symphonique National d'Estonie, Neeme Jarvi (Chandos 2013)
- Fantaisie et Burlesque pour violon et orchestre, Fantaisie sur B-A-C-H, Symfonietta Rustica. Boris Kucharsky (violon), Imrich Sabo (orgue), Orchestre Symphonique de la Radio Slovaque, Robert Stankovsky, Stefan Robl.
- Suite Rhapsodique pour piano et orchestre. Klara Havlikova (piano), Orchestre Symphonique de la Radio Slovaque, Ondrej Lenard.